# Deinopis aurita
Deinopis aurita là một loài nhện trong họ Deinopidae.
Loài này thuộc chi Deinopis. Deinopis aurita được miêu tả năm 1902 bởi Frederick Octavius Pickard-Cambridge.